# Загінецька сільська рада
Загоне́цька сільська́ ра́да — адміністративно-територіальна одиниця та орган місцевого самоврядування в Деражнянському районі Хмельницької області. Адміністративний центр — село Загінці.

## Загальні відомості
Загонецька сільська рада утворена в квітні 1944 року.
- Територія ради: 23,044 км²
- Населення ради: 790 осіб (станом на 2001 рік)
- Територією ради протікає річка Вовк

## Населені пункти
Сільській раді були підпорядковані населені пункти:
- с. Загінці

## Склад ради
Рада складалася з 12 депутатів та голови.
- Голова ради: Катеринчук Віктор Степанович
- Секретар ради: Коваль Марія Петрівна

### Керівний склад попередніх скликань
| Прізвище, ім'я, по батькові  | Основні відомості                                                               | Дата обрання | Дата звільнення |
| ---------------------------- | ------------------------------------------------------------------------------- | ------------ | --------------- |
| Катеринчук Віктор Степанович | Сільський голова, 1969 року народження, освіта середня спеціальна, безпартійний | 26.03.2006   | 31.10.2010      |
| Катеринчук Віктор Степанович | Сільський голова, 1969 року народження, освіта середня спеціальна, безпартійний | 31.10.2010   |                 |

Примітка: таблиця складена за даними сайту Верховної Ради України

### Депутати
За результатами місцевих виборів 2010 року депутатами ради стали:

#### За суб'єктами висування
| Суб'єкт висування            | Кількість обраних депутатів | %    |
| ---------------------------- | --------------------------- | ---- |
| Народна партія               | 7                           | 58,3 |
| Самовисування                | 3                           | 25   |
| Комуністична партія України  | 1                           | 8,3  |
| Соціалістична партія України | 1                           | 8,3  |

#### За округами
| № округу                     | Прізвище, ім'я, по батькові       | Дата визнання обраним | Освіта  | Партійна приналежність             | Відомості про обраного депутата                    |
| ---------------------------- | --------------------------------- | --------------------- | ------- | ---------------------------------- | -------------------------------------------------- |
| Комуністична партія України  |                                   |                       |         |                                    |                                                    |
| 8                            | Бубела Тамара Іванівна            | 02.11.2010            | середня | член Комуністичної партії України  | Хмельницька міжрайбаза, продавець                  |
| Народна Партія               |                                   |                       |         |                                    |                                                    |
| 1                            | Безсонов Борис Володимирович      | 02.11.2010            | середня | член Народної партії               | тимчасово не працює                                |
| 3                            | Петришина Валентина Володимирівна | 02.11.2010            | середня | член Народної партії               | пенсіонер                                          |
| 5                            | Коваль Юрій Васильович            | 02.11.2010            | середня | член Народної партії               | тимчасово не працює                                |
| 6                            | Зеленська Олена Василівна         | 02.11.2010            | вища    | член Народної партії               | Загінецька загальноосвітня школа І-ІІ ст., вчитель |
| 9                            | Коваль Марія Петрівна             | 02.11.2010            | середня | член Народної партії               | Загінецька сільська рада, секретар                 |
| 11                           | Чубати Іван Михайлович            | 02.11.2010            | середня | член Народної партії               | фермерське господарство Чубатий І. М., фермер      |
| 12                           | Стремецьки Дмитро Дмитрович       | 02.11.2010            | середня | член Народної партії               | фермерське господарство Стремецький Д. Д., фермер  |
| Соціалістична партія України |                                   |                       |         |                                    |                                                    |
| 10                           | Ткач Валентина Михайлівна         | 02.11.2010            | середня | член Соціалістичної партії України | Загінецька сільська рада, бухгалтер                |
| Самовисування                |                                   |                       |         |                                    |                                                    |
| 2                            | Олексішен Іван Васильович         | 02.11.2010            | середня | позапартійний                      | ЗАТ «Деражнянський молочний завод», приймач молока |
| 4                            | Малишко Олена Борисівна           | 02.11.2010            | вища    | позапартійна                       | Загінецька загальноосвітня школа І-ІІ ст., вчитель |
| 7                            | Перейма Тетяна Леонідівна         | 02.11.2010            | вища    | позапартійна                       | Загінецька загальноосвітня школа І-ІІ ст., вчитель |